# سیارک ۲۶۴۱۷
سیارک ۲۶۴۱۷ (به انگلیسی: 26417 Michaelgord، نامگذاری:1999XO87)۲۶۴۱۷مین سیارک کشف شده‌است که در ۰۷ دسامبر ۱۹۹۹ کشف شد.